# Melaenornis annamarulae
A Melaenornis annamarulae  a madarak osztályának verébalakúak (Passeriformes) rendjébe és a légykapófélék (Muscicapidae) családjába tartozó faj.

## Rendszerezése
A fajt Alexander David Forbes-Watson írta le 1970-ben.

## Előfordulása
Nyugat-Afrikában, Elefántcsontpart, Ghána, Guinea, Libéria és Sierra Leone területén honos. Természetes élőhelyei a szubtrópusi vagy trópusi síkvidéki esőerdők. Állandó, nem vonuló faj.

## Megjelenése
Testhossza 19–22 centiméter, testtömege 37–42 gramm.

## Életmódja
Rovarokkal táplálkozik.

## Természetvédelmi helyzete
Az elterjedési területe még elég nagy, de az erdőirtások miatt csökken, egyedszáma 6000-15000 példány közötti és gyorsan csökken. A Természetvédelmi Világszövetség Vörös listáján sebezhető fajként szerepel.